# Bebeli
Bebeli ist ein Ortsteil (Mahalle) im Landkreis Karataş der türkischen Provinz Adana mit 332 Einwohnern (Stand: Ende 2024). Im Jahr 2012 hatte Bebeli 349 Einwohner.